# Томпсон, Фил
Фи́лип Бе́рнард То́мпсон (англ. Philip Bernard Thompson, 21 января 1954, Ливерпуль, Англия), более известный как Фил Томпсон (англ. Phil Thompson) — английский футболист, игравший на позиции защитника. По завершении игровой карьеры — футбольный тренер и телевизионный эксперт.
Почти всю карьеру провёл в «Ливерпуле», вместе с которым выиграл ряд национальных и международных трофеев. В это же время выступал за национальную сборную Англии, в составе которой провёл 42 матча, а в шести из них выводил команду в статусе капитана.
После ухода на пенсию работал в качестве помощника менеджера «Ливерпуля», а во время сезона 2001/02 в течение 6 месяцев был исполняющим обязанностей менеджера, пока менеджер Жерар Улье был болен. В настоящее время является экспертом на телеканале Sky Sports.

## Клубная карьера
Во взрослом футболе дебютировал в 1971 году выступлениями за «Ливерпуль», в котором провёл тринадцать сезонов, приняв участие в 340 матчах чемпионата и забил 7 голов. Большинство времени, проведённого в составе «Ливерпуля», был основным игроком защиты команды. За это время семь раз завоевывал титул чемпиона Англии, становился шестикратным обладателем Суперкубка Англии, трёхкратным обладателем Кубка английской лиги и обладателем Кубка Англии. Под эгидой УЕФА Томпсон провёл 50 матчей и помог клубу стать трёхкратным обладателем Кубка чемпионов УЕФА, двукратным обладателем Кубка УЕФА и обладателем Суперкубка УЕФА.
Завершил профессиональную игровую карьеру в клубе «Шеффилд Юнайтед», за который выступал на протяжении 1984—1986 годов.

## Выступления за сборную
В течение 1977—1978 годов привлекался к составу молодёжной сборной и второй английской сборной, за которые отыграл 4 матча.
24 марта 1976 года дебютировал в официальных матчах в составе национальной сборной Англии в товарищеском матче против сборной Уэльса, который завершился победой англичан 2:1, а Томпсон провёл на поле весь матч.
В составе сборной был участником чемпионата Европы 1980 года в Италии и чемпионата мира 1982 года в Испании, при этом на обоих турнирах выходил на поле во всех матчах сборной.
В течение карьеры в национальной команде, которая длилась 7 лет, провёл в форме главной команды страны 42 матча, забив 1 гол, а в шести матчах выводил команду в статусе капитана.

## Карьера тренера
После завершения карьеры стал работать в структуре «Ливерпуля», став правой рукой тренера Кенни Далглиша. В это время клуб демонстрировал отличные результаты, выиграв чемпионат в 1988 и 1990 годах и Кубок Англии в 1989 году. После прихода в 1991 году на тренерский мостик Грэма Сунесса, у Томпсона начались противоречия и в 1992 году он был уволен с должности и в дальнейшем работал футбольным экспертом.
В 1998 году новым менеджером «Ливерпуля» стал Жерар Улье, который пригласил Томпсона назад. С октября 2001 года, после того как Улье была сделана срочная операция на сердце, в течение пяти месяцев был исполняющим обязанностей менеджера «Ливерпуля», пока Жерар не оправился от болезни. При этом в ноябре 2001 и в марте 2002 года Томпсон признавался Тренером месяца английской Премьер-лиги. За время работы в качестве помощника менеджера «Ливерпуля» команда завоевала Кубок УЕФА, Кубок Англии и Кубок Лиги в 2001 году, однако в том же году из-за конфликта с тренерским штабом покинул клуб её лидер Робби Фаулер.
Когда Улье был освобожден от своих обязанностей в 2004 году, Томпсон также покинул клуб и вернулся к делам эксперта, работая на канале Sky Sports.
В сентябре 2010 года Жерар Улье был назначен менеджером «Астон Виллы», который вновь предложил Филу роль помощника менеджера. Тем не менее, Томпсон отклонил предложение.

## Статистика

### Клубная
| Клуб    | Клуб              | Клуб     | Чемпионат | Чемпионат | Кубок Англии | Кубок Англии | Кубок лиги | Кубок лиги | Еврокубки | Еврокубки | Всего | Всего |
| Сезон   | Клуб              | Дивизион | Игры      | Голы      | Игры         | Голы         | Игры       | Голы       | Игры      | Голы      | Игры  | Голы  |
| ------- | ----------------- | -------- | --------- | --------- | ------------ | ------------ | ---------- | ---------- | --------- | --------- | ----- | ----- |
| 1971/72 | «Ливерпуль»       | Первый   | 23        | 0         | 2            | 0            | 0          | 0          | 0         | 0         | 25    | 0     |
| 1972/73 | «Ливерпуль»       | Первый   | 14        | 0         | 2            | 0            | 1          | 0          | 3         | 0         | 20    | 0     |
| 1973/74 | «Ливерпуль»       | Первый   | 35        | 2         | 9            | 0            | 4          | 0          | 3         | 0         | 51    | 2     |
| 1974/75 | «Ливерпуль»       | Первый   | 32        | 0         | 2            | 0            | 1          | 0          | 1         | 2         | 371   | 2     |
| 1975/76 | «Ливерпуль»       | Первый   | 41        | 0         | 2            | 0            | 3          | 0          | 11        | 2         | 57    | 2     |
| 1976/77 | «Ливерпуль»       | Первый   | 26        | 2         | 4            | 0            | 2          | 0          | 3         | 0         | 361   | 2     |
| 1977/78 | «Ливерпуль»       | Первый   | 27        | 3         | 1            | 0            | 7          | 0          | 7         | 1         | 431   | 4     |
| 1978/79 | «Ливерпуль»       | Первый   | 39        | 0         | 6            | 0            | 1          | 0          | 3         | 0         | 49    | 0     |
| 1979/80 | «Ливерпуль»       | Первый   | 42        | 0         | 8            | 0            | 7          | 1          | 2         | 0         | 601   | 1     |
| 1980/81 | «Ливерпуль»       | Первый   | 25        | 0         | 1            | 0            | 6          | 0          | 7         | 0         | 401   | 0     |
| 1981/82 | «Ливерпуль»       | Первый   | 34        | 0         | 1            | 0            | 7          | 0          | 5         | 0         | 482   | 0     |
| 1982/83 | «Ливерпуль»       | Первый   | 24        | 0         | 0            | 0            | 4          | 0          | 5         | 0         | 341   | 0     |
| 1983/84 | «Ливерпуль»       | Первый   | 0         | 0         | 0            | 0            | 0          | 0          | 0         | 0         | 1     | 0     |
| 1984/85 | «Шеффилд Юнайтед» | Второй   | 10        | 0         | -            | -            | -          | -          |           |           | 10    | 0     |
| 1984/85 | «Шеффилд Юнайтед» | Второй   | 27        | 0         | -            | -            | -          | -          | 27        | 0         |       |       |
| Всего   | Всего             | Всего    | 377       | 7         | 36           | 0            | 43         | 1          | 50        | 5         | 514   | 13    |

- 1 — Также играл в Суперкубке Англии
- 2 — Также играл в Межконтинентальном кубке

### Сборная
| Англия | Англия | Англия |
| Год    | Игры   | Голы   |
| ------ | ------ | ------ |
| 1976   | 8      | 1      |
| 1977   | 0      | 0      |
| 1978   | 2      | 0      |
| 1979   | 8      | 0      |
| 1980   | 10     | 0      |
| 1981   | 3      | 0      |
| 1982   | 11     | 0      |
| Всього | 42     | 1      |

## Титулы и достижения
- Чемпион Англии (7):

«Ливерпуль»: 1972/73, 1975/76, 1976/77, 1978/79, 1979/80, 1981/82, 1982/83
- Обладатель Кубка Англии:

«Ливерпуль»: 1973/74
- Обладатель Суперкубка Англии (6):

«Ливерпуль»: 1974, 1976, 1977*, 1979, 1980, 1982
- Обладатель Кубка английской лиги (3):

«Ливерпуль»: 1980/81, 1981/82, 1982/83
- Обладатель Кубка чемпионов УЕФА (3):

«Ливерпуль»: 1976/77, 1977/78, 1980/81
- Обладатель Кубка УЕФА (2):

«Ливерпуль»: 1972/73, 1975/76
- Обладатель Суперкубка УЕФА:

«Ливерпуль»: 1977